# Lous and the Yakuza

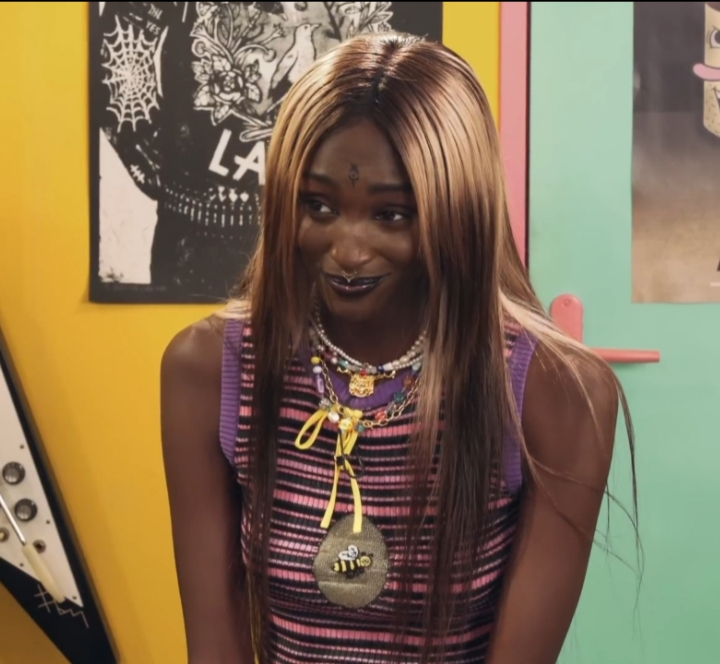
Lous and the Yakuza (2022)

Lous and the Yakuza (* 27. Mai 1996 in Lubumbashi als Marie-Pierra Kakoma) ist eine belgisch-kongolesische Popsängerin.

## Werdegang
Die Sängerin wurde in der DR Kongo geboren, wuchs jedoch zwischen Belgien und Ruanda auf. Im Alter von 19 Jahren begann sie, in Belgien Musik aufzunehmen und öffentlich aufzutreten. In Eigenproduktion veröffentlichte sie eine Reihe von EPs. Schließlich wurde sie von El Guincho entdeckt, der sie fortan produzierte. Im September 2019 veröffentlichte sie beim Major-Label Sony die Single Dilemme, die sowohl in Belgien als auch in Italien erfolgreich war. 2020 erschien in Italien ein Remix des Liedes durch Tha Supreme. Im Oktober 2020 erschien das erste Album der Sängerin unter dem Titel Gore.

## Diskografie

### Studioalben
| Jahr | Titel | Höchstplatzierung, Gesamtwochen, AuszeichnungChartplatzierungen (Jahr, Titel, Platzierungen, Wochen, Auszeichnungen, Anmerkungen) | Höchstplatzierung, Gesamtwochen, AuszeichnungChartplatzierungen (Jahr, Titel, Platzierungen, Wochen, Auszeichnungen, Anmerkungen) | Höchstplatzierung, Gesamtwochen, AuszeichnungChartplatzierungen (Jahr, Titel, Platzierungen, Wochen, Auszeichnungen, Anmerkungen) | Anmerkungen                             |
| Jahr | Titel | FR | BEW | BEF | Anmerkungen                             |
| ---- | ----- | --- | --- | --- | --------------------------------------- |
| 2020 | Gore  | FR39 (12 Wo.)FR | BEW16 (26 Wo.)BEW | BEF23 (6 Wo.)BEF | Erstveröffentlichung: 15. Oktober 2020  |
| 2022 | Iota  | FR72 (2 Wo.)FR | BEW47 (6 Wo.)BEW | BEF130 (4 Wo.)BEF | Erstveröffentlichung: 11. November 2022 |

### EPs
| Jahr | Titel | Anmerkungen                         |
| ---- | ----- | ----------------------------------- |
| 2020 | Solo  | Erstveröffentlichung: 20. März 2020 |

### Singles
| Jahr | Titel Album       | Höchstplatzierung, Gesamtwochen, AuszeichnungChartplatzierungen (Jahr, Titel, Album, Platzierungen, Wochen, Auszeichnungen, Anmerkungen) | Höchstplatzierung, Gesamtwochen, AuszeichnungChartplatzierungen (Jahr, Titel, Album, Platzierungen, Wochen, Auszeichnungen, Anmerkungen) | Anmerkungen                                                                           |
| Jahr | Titel Album       | FR | IT | Anmerkungen                                                                           |
| ---- | ----------------- | --- | --- | ------------------------------------------------------------------------------------- |
| 2019 | Dilemme Gore      | — | IT38 (4 Wo.)IT | Erstveröffentlichung: 19. September 2019                                              |
| 2020 | Dilemme (Remix) – | — | IT3 Platin · (14 Wo.)IT | Erstveröffentlichung: 2. April 2020 mit Tha Supreme & Mara Sattei; Verkäufe: + 70.000 |
| 2021 | Je ne sais pas –  | — | IT3 Gold · (6 Wo.)IT | Erstveröffentlichung: 26. Februar 2021 mit Sfera Ebbasta & Shablo; Verkäufe: + 35.000 |
| 2022 | Lubie Iota        | FR190 (1 Wo.)FR | — | Erstveröffentlichung: 10. November 2022 feat. Damso                                   |

Weitere Singles
- 2019: Tout est gore
- 2020: Solo
- 2020: Bon acteur

### Gastbeiträge
| Jahr | Titel Album                    | Höchstplatzierung, Gesamtwochen, AuszeichnungChartplatzierungen (Jahr, Titel, Album, Platzierungen, Wochen, Auszeichnungen, Anmerkungen) | Höchstplatzierung, Gesamtwochen, AuszeichnungChartplatzierungen (Jahr, Titel, Album, Platzierungen, Wochen, Auszeichnungen, Anmerkungen) | Anmerkungen |
| Jahr | Titel Album                    | FR | IT | Anmerkungen |
| --- | ------------------------------ | --- | --- | --- |
| 2025 | Grand soleil –                 | FR56 (… Wo.)FR | — | Erstveröffentlichung: 14. März 2025 Damso feat. Various Artists; Benefizsingle für die Anti-AIDS-Veranstaltung Sidaction |
| Folgende Lieder erschienen nicht als Single, wurden aber durch das Album zum Download und Streaming bereitgestellt und konnten somit eine Platzierung erlangen: |                                | | | |
| |                                | | | |
| 2020 | Coeur en miettes QALF          | FR6 Diamant · (12 Wo.)FR | — | Damso feat. Lous and the Yakuza                                                                                          |
| 2022 | Future Nostalgia Hiver à Paris | FR52 (1 Wo.)FR | — | Dinos feat. Lous and the Yakuza                                                                                          |

Weitere Gastbeiträge
- 2018: Le ridicule ne tue pas (BSSMNT feat. Lous and the Yakuza)

## Belege
1. ↑  Alexis Thibault: Lous and The Yakuza, future star de la pop ? In: Numéro. 13. Februar 2020, abgerufen am 22. Oktober 2020 (französisch).
2. 1 2 3  Chartquellen: Belgien Wallonie / Flandern – Frankreich – Archivio classifiche Top Singoli. FIMI, abgerufen am 10. April 2020 (italienisch).
3. 1 2  Certificazioni, Lous and the Yakuza. FIMI, abgerufen am 2. August 2020 (italienisch).

| Personendaten    | Personendaten                      |
| ---------------- | ---------------------------------- |
| NAME             | Lous and the Yakuza                |
| ALTERNATIVNAMEN  | Kakoma, Marie-Pierra (Geburtsname) |
| KURZBESCHREIBUNG | belgisch-kongolesische Popsängerin |
| GEBURTSDATUM     | 27. Mai 1996                       |
| GEBURTSORT       | Lubumbashi                         |